# Эндрюс, Эбби
Эбби Эндрюс (англ. Abby Andrews; род. 28 ноября 2000, Брисбен) — австралийская ватерполистка, игрок сборной Австралии. Серебряный призёр летних Олимпийских игр 2024 года. Участница летних Олимпийских игр 2020 и 2024 годов.

## Карьера
Эндрюс училась в средней школе для девочек в Брисбене. Во время учёбы в Квинслендском университете принимала участие в молодёжном чемпионате мира 2018 года. Затем поступила в Мичиганский университет. В 2019 году была признана лучшим новичком турнира и лучшим новичком года по версии Collegiate Water Polo Association (CWPA).
В составе австралийской сборной в 2019 году приняла участие в летней Универсиаде в Неаполе, заняв итоговое пятое место.
В 2021 году принимала участие в летних Олимпийских играх в Токио. На том турнире Австралия уступила сборной России в четвертьфинале со счётом 8:9 и завершила выступление на Олимпиаде.
На Олимпийских играх 2024 года в Париже австралийки заняли первое место в групповом раунде. В четвертьфинале обыграли сборную Греции, а в полуфинале — американок. В финале встретились с Испанией и уступили 9-11. Эбби Эндрюс стала серебряным призёром Олимпийских игр.